# Joseph McCarthy
Joseph Raymond McCarthy (14. listopadu 1908 – 2. května 1957) byl americký republikánský politik, senátor za stát Wisconsin od roku 1947 až do své smrti. Během počínající studené války se v americké politice stal hlavním reprezentantem antikomunismu. Byl známý svými tvrzeními o velkém počtu komunistů, špionů a přívrženců Sovětského svazu v americké federální vládě a jinde. Tato jeho taktika a neschopnost svá tvrzení prokázat nakonec vedla k tomu, že mu byla udělena důtka od amerického senátu. Termín mccarthismus, použitý poprvé v roce 1950 v souvislosti s McCarthyho praktikami, se brzy rozšířil i na jiné podobné postupy proti komunistům.
McCarthy se narodil a vyrůstal na statku ve Wisconsinu, v roce 1935 obdržel právnický titul na Marquette University v Milwaukee a v roce 1939 byl jako nejmladší v historii zvolen soudcem wisconsinského státního soudu. Ve věku 33 let se McCarthy dal dobrovolně k americkému námořnictvu, kde sloužil během druhé světové války. V roce 1946 úspěšně kandidoval do Senátu Spojených států amerických, přičemž se mu podařilo porazit Roberta M. La Folette, Jr. Po několika letech nepříliš výrazného působení v senátu McCarthy náhle získal v únoru roku 1950 celonárodní slávu, když ve svém projevu prohlásil, že má k dispozici seznam "členů komunistické strany a špionského kroužku" z řad zaměstnanců Ministerstva zahraničí. McCarthy nebyl nikdy schopen dokázat svá senzační obvinění.
V následujících letech McCarthy vznesl dodatečná obvinění týkající se infiltrace komunistů na Ministerstvo zahraničí, do administrativy prezidenta Trumana, Hlasu Ameriky a armády Spojených států amerických. Dále také používal nařčení z komunistických sklonů a z neloajálnosti k útokům na četné politické činitele a jiné osoby uvnitř i vně americké vlády. Jeho popularita a podpora začala slábnout v roce 1954 s široce propagovanými slyšeními mezi ním a americkou armádou. 2. prosince 1954 odhlasoval senát udělení důtky McCarthymu poměrem hlasů 67 ku 22, čímž z něj učinil jednoho z mála takto potrestaných senátorů. McCarthy zemřel 2. května 1957 v námořní nemocnici ve městě Bethesda v Marylandu. Bylo mu 48 let. Oficiální příčinou smrti byla akutní hepatitida. Má se za to, že nemoc podpořil McCarthyův alkoholismus.

## Raný život a kariéra
McCarthy se narodil na statku ve městečku Town of Grand Chute ve státě Wisconsin poblíž města Appleton jako páté ze sedmi dětí. Jeho matka Bridget Tierney pocházela z hrabství Tipperary v Irsku. Jeho otec Timothy McCarthy se narodil v USA irskému otci a německé matce. Ve 14 letech McCarthy opustil střední školu a začal pomáhat rodičům s řízením hospodářství. Když mu bylo 20 let, nastoupil na Little Wolf High School ve městě Manava ve Wisconsinu a po roce maturoval. V letech 1930–1935 studoval McCarthy na univerzitě, nejprve strojnictví, později přešel ke studiu práv. V tomto oboru také nakonec získal titul na Marquette University v Milwaukee. V roce 1935 se stal advokátem. V roce 1936, zatímco pracoval v právnické firmě ve městě Shawano ve Wisconsinu, zahájil neúspěšnou kampaň za své jmenování okresním prokurátorem za demokratickou stranu. V roce 1939 se však McCarthymu dařilo lépe, úspěšně se ucházel o post bezpartijního soudce 10. okresu. Během let ve funkci prokurátora si vydělával stranou v hazardních hrách.
McCarthyho soudní kariéra vyvolala kontroverzi kvůli rychlosti, s jakou vyřizoval množství svých případů. Po svém předchůdci zdědil soupis případů zatížený mnoha resty a neustále pracoval na nápravě. Občas kompenzoval svůj nedostatek zkušeností tím, že vyžadoval a striktně trval na přesných shrnutích žalob od kandidujících prokurátorů. Procento jeho případů, u kterých Nejvyšší soud státu Wisconsin anuloval rozsudek, bylo významně nízké.

## Vojenská služba
V roce 1942, krátce po vstupu USA do druhé světové války, se McCarthy přihlásil do United States Marine Corps, přestože jej soudní úřad osvobodil od povinné vojenské služby. Jeho pozice soudce jej oprávnila k důstojnické hodnosti a on se stal po absolvování základního tréninku poručíkem. Sloužil jako instruktor vojenské zpravodajské služby pro bombardovací eskadru na Šalomounových ostrovech a v Bougainville. McCarthy si prý vybral námořní pěchotu proto, že být veteránem těchto ozbrojených sil, mu mohlo dobře posloužit v budoucí politické kariéře. Námořnictvo opustil jako kapitán. Je zdokumentováno, že McCarthy lhal o tom, čeho za války dosáhl. Přestože byl automaticky povýšen, tvrdil, že nastoupil jako obyčejný vojín. Zúčastnil se 12 bojových misí jako palubní střelec-pozorovatel. Později prohlašoval, že těch misí bylo 32, aby získal Záslužný letecký kříž, který mu byl udělen v roce 1952. McCarthy zveřejnil doporučující dopis, který měl podle něj podepsat admirál Chester W. Nimitz, tehdejší velitel námořních operací. Ukázalo se však, že McCarthy napsal dopis sám z pozice agenta vojenské zpravodajské služby. Své "válečné zranění", které se stalo předmětem mnoha různých historek včetně leteckého neštěstí nebo protiletadlového útoku, ve skutečnosti utrpěl na palubě lodi během úvodní ceremonie pro námořníky poprvé přejíždějící rovník.
McCarthy zahájil kampaň za svou kandidaturu na senátora Wisconsinu v roce 1944, kdy byl stále ještě aktivně ve službě. Za republikány však byl nakonec vybrán úřadující senátor Alexandr Wiley. McCarthy zanechal vojenské služby v dubnu 1945, pět měsíců před koncem války v Pacifiku v září 1945. Poté byl opět jmenován do své funkce prokurátora a začal pracovat na systematičtější kampani pro svou nominaci do senátu za republikánskou stranu ve volbách v roce 1946. Tentokrát vyzval na souboj Roberta M. La Folleta, který byl třikrát zvolen senátorem za wisconsinskou stranu pokroku.